# Межконтинентальный кубок по пляжному футболу 2014
Samsung Межконтинентальный кубок по пляжному футболу 2014 года (англ. Samsung Beach Soccer Intercontinental Cup 2014) — четвёртый розыгрыш этого турнира по пляжному футболу. С 4 по 8 ноября 2014 года 8 ведущих национальных сборных из 5 конфедераций принимали участие в борьбе за трофей на Джумейра-Бич в Дубае (ОАЭ).

## Участвующие команды
| Команда    | Конфедерация | Квалификация                                         | Участие |
| ---------- | ------------ | ---------------------------------------------------- | ------- |
| ОАЭ        | АФК          | Хозяин турнира                                       | 4-й раз |
| Россия     | УЕФА         | Чемпионат мира по пляжному футболу 2013 победитель   | 4-й раз |
| Бразилия   | КОНМЕБОЛ     | Чемпионат мира по пляжному футболу 2013 третье место | 4-й раз |
| США        | КОНКАКАФ     | КЧМ по пляжному футболу 2013 (КОНКАКАФ) победитель   | 2-й раз |
| Иран       | АФК          | КЧМ по пляжному футболу 2013 (АФК) победитель        | 2-й раз |
| Марокко    | КАФ          | КЧМ по пляжному футболу 2013 (КАФ) третье место      | 2-й раз |
| Япония     | АФК          | КЧМ по пляжному футболу 2013 (АФК) второе место      | 2-й раз |
| Португалия | УЕФА         | Евролига по пляжному футболу 2013 второе место       | 1-й раз |

## Групповая стадия
29 сентября 2014 года была проведена жеребьевка, на которой восемь команд разделили на две группы по четыре команды.
Для всех матчей указано местное время в Дубае, (UTC+4).
| Обозначения                        |
| ---------------------------------- |
| Команды, которые вышли в полуфинал |

### Группа A
| Команда    | И | В | В+ | П | ГЗ | ГП | +/- | О |
| ---------- | - | - | -- | - | -- | -- | --- | - |
| Португалия | 3 | 3 | 0  | 0 | 13 | 8  | +5  | 9 |
| Иран       | 3 | 2 | 0  | 1 | 9  | 5  | +4  | 6 |
| Марокко    | 3 | 1 | 0  | 2 | 8  | 14 | -6  | 3 |
| ОАЭ        | 3 | 0 | 0  | 3 | 6  | 9  | -3  | 0 |

| ОАЭ                                     | 3 : 4                   | Марокко                                       |
| --------------------------------------- | ----------------------- | --------------------------------------------- |
| А. Дариаеи 25′, 26′ · Х. Альхаммади 30′ | Отчёт 1 Отчёт 2 Отчёт 3 | Н. Эль Хадуи 7′, 16′, 33′ · А. Эль Хамиди 14′ |

| Иран                  | 2 : 4                   | Португалия                                              |
| --------------------- | ----------------------- | ------------------------------------------------------- |
| М. Ахмадзаде 18′, 21′ | Отчёт 1 Отчёт 2 Отчёт 3 | Маджер 15′, 26′ · Бельшиор 25′ · П. Хоссейни 27′ (авт.) |

| Португалия                                                                | 6 : 4                   | Марокко                                                      |
| ------------------------------------------------------------------------- | ----------------------- | ------------------------------------------------------------ |
| Маджер 2′ · Мартинс 7′, 22′ · Р. Коимбра 17′ · Бельшиор 19′ · Фонсека 19′ | Отчёт 1 Отчёт 2 Отчёт 3 | А. Эль Хамиди 1′, 4′ · Петрони 17′ (авт.) · А. Эль Хадуи 21′ |

| ОАЭ               | 1 : 2                   | Иран                            |
| ----------------- | ----------------------- | ------------------------------- |
| Х. Альхаммади 13′ | Отчёт 1 Отчёт 2 Отчёт 3 | М. Ахмадзаде 5′ · А. Надери 26′ |

| Португалия                              | 3 : 2                   | ОАЭ                                |
| --------------------------------------- | ----------------------- | ---------------------------------- |
| Алан 29′ · Бруно Ново 31′ · Мартинс 33′ | Отчёт 1 Отчёт 2 Отчёт 3 | В. Мохаммади 8′ · В. Бер Салим 16′ |

| Марокко | 0 : 5                   | Иран                                                          |
| ------- | ----------------------- | ------------------------------------------------------------- |
|         | Отчёт 1 Отчёт 2 Отчёт 3 | А. Надери 24′, 28′ · М. Ахмадзаде 32′, 33′ · Ф. Булокбаши 36′ |

### Группа В
| Команда  | И | В | В+ | П | ГЗ | ГП | +/- | О |
| -------- | - | - | -- | - | -- | -- | --- | - |
| Россия   | 3 | 2 | 1  | 0 | 16 | 5  | +11 | 8 |
| Бразилия | 3 | 2 | 0  | 1 | 18 | 9  | +9  | 6 |
| Япония   | 3 | 1 | 0  | 2 | 10 | 17 | -7  | 3 |
| США      | 3 | 0 | 0  | 3 | 5  | 18 | -13 | 0 |

| США                                                      | 3 : 10                  | Бразилия |
| -------------------------------------------------------- | ----------------------- | --- |
| Л. Валентин 5′ · Д. Леопольдо 6′ (пен.) · Ю. Моралес 21′ | Отчёт 1 Отчёт 2 Отчёт 3 | Д. Сантос 1′ (авт.) · Лима 3′ · Сидней 9′ · Фернандо 10′, 32′ · Родриго 15′ · Фредерико 18′, 32′ (пен.) · Бетиньо 27′ · Даниель 36′ |

| Россия                                                                                                  | 9 : 3                   | Япония                                       |
| --- | ----------------------- | -------------------------------------------- |
| К. Романов 3′, 9′ · Д. Шишин 8′, 32′ · Ю. Крашенинников 9′, 36′ · А. Перемитин 9′, 18′ · А. Макаров 14′ | Отчёт 1 Отчёт 2 Отчёт 3 | Ш. Макино 9′ · Т. Гото 18′ · Ш. Харагути 20′ |

| Бразилия                                                         | 7 : 4                   | Япония                                 |
| ---------------------------------------------------------------- | ----------------------- | -------------------------------------- |
| Габриэль 12′ · Бруно Шавьер 13′, 14′, 17′, 25′, 35′ · Сидней 34′ | Отчёт 1 Отчёт 2 Отчёт 3 | Т. Гото 11′, 15′ · О. Морейра 12′, 17′ |

| Россия                                                          | 5 : 1                   | США            |
| --------------------------------------------------------------- | ----------------------- | -------------- |
| Д. Шишин 5′, 9′, 10′ · А. Перемитин 11′ (пен.) · К. Романов 36′ | Отчёт 1 Отчёт 2 Отчёт 3 | Ю. Моралес 13′ |

| Япония                                       | 3 : 1                   | США             |
| -------------------------------------------- | ----------------------- | --------------- |
| Т. Такигути 3′ · О. Морейра 7′ · Т. Гото 34′ | Отчёт 1 Отчёт 2 Отчёт 3 | А. Бальзано 21′ |

| Бразилия     | 1 : 2 (доп. вр.)        | Россия                               |
| ------------ | ----------------------- | ------------------------------------ |
| Габриэль 19′ | Отчёт 1 Отчёт 2 Отчёт 3 | И. Леонов 26′ · Ю. Крашенинников 37′ |

## Стадия квалификации
|  | 5–8 места               | 5–8 места    |                         |   | Пятое место | Пятое место |
|  |                         |              |                         |   |             |             |
|  | 7 ноября – Джумейра-Бич |              |                         |   |             |             |
|  |                         |              |                         |   |             |             |
|  | Япония                  | 3            |                         |   |             |             |
|  | Япония                  | 3            | 8 ноября – Джумейра-Бич |   |             |             |
|  | ОАЭ                     | 4            |                         |   |             |             |
|  | ОАЭ                     | 4            | ОАЭ                     | 2 |             |             |
|  | 7 ноября – Джумейра-Бич |              | ОАЭ                     | 2 |             |             |
|  |                         | Марокко (ОТ) | 4                       |   |             |             |
|  | Марокко                 | Марокко (ОТ) | 4                       | 7 |             |             |
|  | Марокко                 |              |                         | 7 |             |             |
|  | США                     | 3            |                         |   |             |             |
|  | США                     | 3            | Седьмое место           |   |             |             |
|  |                         |              |                         |   |             |             |
|  | 8 ноября – Джумейра-Бич |              |                         |   |             |             |
|  |                         |              |                         |   |             |             |
|  | Япония                  | 6            |                         |   |             |             |
|  | Япония                  | 6            |                         |   |             |             |
|  | США                     | 1            |                         |   |             |             |

### Полуфиналы
| Япония | 3 : 4                   | ОАЭ |
| ------ | ----------------------- | --- |
|        | Отчёт 1 Отчёт 2 Отчёт 3 |     |

| Марокко | 7 : 3                   | США |
| ------- | ----------------------- | --- |
|         | Отчёт 1 Отчёт 2 Отчёт 3 |     |

### Матч за 7-е место
| Япония | 6 : 1                   | США |
| ------ | ----------------------- | --- |
|        | Отчёт 1 Отчёт 2 Отчёт 3 |     |

### Матч за 5-е место
| ОАЭ | 2 : 4 (доп. вр.)        | Марокко |
| --- | ----------------------- | ------- |
|     | Отчёт 1 Отчёт 2 Отчёт 3 |         |

## Чемпионская стадия
|  | Полуфинал               | Полуфинал     |                         |   | Финал | Финал |
|  |                         |               |                         |   |       |       |
|  | 7 ноября - Джумейра-Бич |               |                         |   |       |       |
|  |                         |               |                         |   |       |       |
|  | Россия                  | 4             |                         |   |       |       |
|  | Россия                  | 4             | 8 ноября - Джумейра-Бич |   |       |       |
|  | Иран                    | 3             |                         |   |       |       |
|  | Иран                    | 3             | Россия                  | 2 |       |       |
|  | 7 ноября - Джумейра-Бич |               | Россия                  | 2 |       |       |
|  |                         | Бразилия (ОТ) | 3                       |   |       |       |
|  | Португалия              | Бразилия (ОТ) | 3                       | 3 |       |       |
|  | Португалия              |               |                         | 3 |       |       |
|  | Бразилия                | 5             |                         |   |       |       |
|  | Бразилия                | 5             | Матч за 3-е место       |   |       |       |
|  |                         |               |                         |   |       |       |
|  | 8 ноября - Джумейра-Бич |               |                         |   |       |       |
|  |                         |               |                         |   |       |       |
|  | Иран                    | 0             |                         |   |       |       |
|  | Иран                    | 0             |                         |   |       |       |
|  | Португалия              | 3             |                         |   |       |       |

### Полуфиналы
| Россия                                                                 | 4 : 3                   | Иран                                                       |
| ---------------------------------------------------------------------- | ----------------------- | ---------------------------------------------------------- |
| Ю. Крашенинников 7′ · К. Романов 8′ · Д. Шишин 28′ · А. Папоротный 28′ | Отчёт 1 Отчёт 2 Отчёт 3 | Х. Абдоллахи 31′ · А. Надери 32′ (пен.) · М. Ахмадзаде 36′ |

| Португалия                     | 3 : 5                   | Бразилия                                          |
| ------------------------------ | ----------------------- | ------------------------------------------------- |
| Бельшиор 21′, 34′ · Маджер 32′ | Отчёт 1 Отчёт 2 Отчёт 3 | Л. Диас 9′ · Фернандо 21′, 32′ · Родриго 26′, 28′ |

### Матч за 3-е место
| Иран | 0 : 3                   | Португалия                          |
| ---- | ----------------------- | ----------------------------------- |
|      | Отчёт 1 Отчёт 2 Отчёт 3 | Д. Сантос 27′ · Б. Мартинс 30′, 34′ |

### Финал
| Россия                                   | 2 : 3 (доп. вр.)        | Бразилия                                         |
| ---------------------------------------- | ----------------------- | ------------------------------------------------ |
| К. Романов 10′ (пен.) · А. Перемитин 34′ | Отчёт 1 Отчёт 2 Отчёт 3 | Ф. Да Коста 10′ · Родриго 25′ · Бруно Шавьер 39′ |

## Победитель
| Победитель межконтинентального кубка по пляжному футболу 2014: |
| Бразилия 1 титул                                               |

## Награды
| Лучший игрок (MVP)                                              | Лучший игрок (MVP) | Лучший игрок (MVP) | Лучший игрок (MVP) |
| --------------------------------------------------------------- | ------------------ | ------------------ | ------------------ |
| Мао                                                             |                    |                    |                    |
| Лучший бомбардир                                                |                    |                    |                    |
| Дмитрий Шишин, Такасукэ Гото, Бруно Шавьер, Мохаммад Ахмадзадех |                    |                    |                    |
| по 6 голов                                                      |                    |                    |                    |
| Лучший вратарь                                                  |                    |                    |                    |
| Мао                                                             |                    |                    |                    |

## Лучшие бомбардиры
| Место | Игрок               | Голов |
| ----- | ------------------- | ----- |
| 1     | Мохаммад Ахмадзадех | 6     |
| 2     | Бруно Шавьер        | 6     |
| 3     | Дмитрий Шишин       | 6     |
| 4     | Такасукэ Гото       | 6     |

## Итоговое положение команд
| Место | Команда    |
| ----- | ---------- |
| 1     | Бразилия   |
| 2     | Россия     |
| 3     | Португалия |
| 4     | Иран       |
| 5     | Марокко    |
| 6     | ОАЭ        |
| 7     | Япония     |
| 8     | США        |